# Leander Vyvey

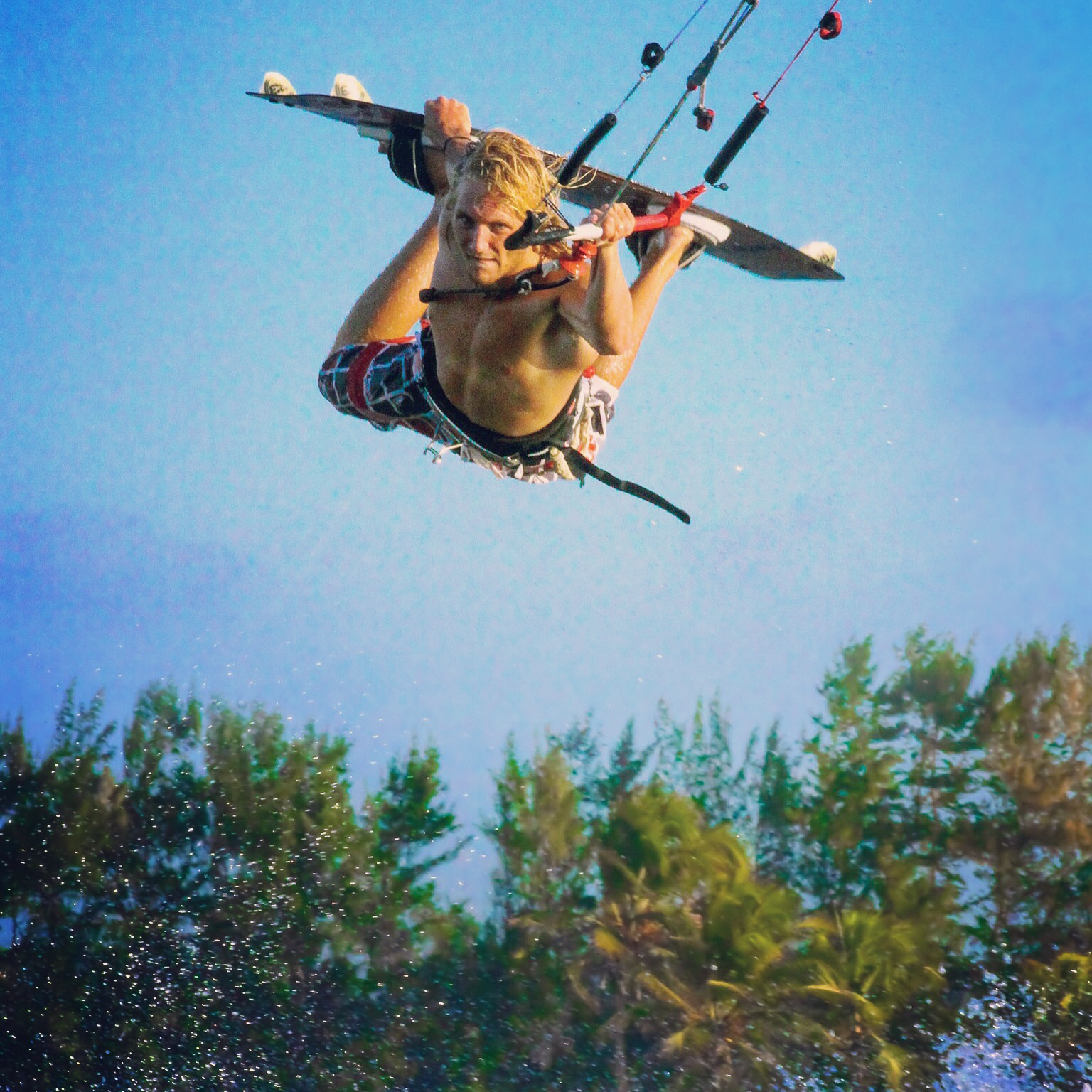
Kitesurf trick

Leander Vyvey (Gent, 21 december 1989) is een Belgisch acteur en voormalig professionele kitesurfer. 

## Levensloop
Vyvey begon te kitesurfen in 2002 te Nieuwpoort. Hoewel hij nooit van plan was om professioneel kitesurfer te worden, nam zijn carrière een onverwachte wending toen hij begon deel te nemen aan wedstrijden en snel opklom in de ranglijsten. Vyvey werd viervoudig Belgisch kampioen en werd in 2008 en 2009 vice-wereldkampioen op de Kiteboard Pro World Tour. Hij won ook verschillende medailles op de wereldkampioenschappen en won in 2008 de wereldbekermanche in Italië. Ook werd hij verkozen tot sportpersoon van het jaar in Nieuwpoort.
Leander had meerdere kitesurfongelukken. In 2007 crashte hij in Big Bay, Zuid-Afrika, waar hij in het ziekenhuis belandde. In 2009 crashte hij op zee tijdens een training in Maui, Hawaï. Hij slaagde erin om met een ontwrichte schouder terug naar de kust te komen. In 2012 werd Leander bewusteloos gevonden nadat hij op het strand was geland en daarbij zijn nek blesseerde.
Na zijn loopbaan in het kitesurfen volgde Leander een opleiding drama. Hij studeerde in Madrid en daarna in Drama Studio te Londen. Daarna studeerde hij aan The Second City in Chicago en maakte zijn acteerdebuut in 2016 in de langspeelfilm Rescue Under Fire. Leander heeft sindsdien verschillende rollen in theaterstukken, films en tv-series gehad, waaronder FBI: International en Mijn Slechtste Beste Vriendin. Zijn bekendste rol is die van 'Lukas' in de Duits/Britse serie Then You Run.

## Persoonlijk Leven en Publiek Imago

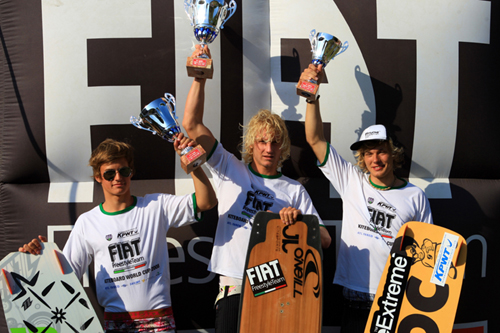
Podium Wereldbekermanche Grand Slam, freestyle kitesurfen in Italie 2008

Vyvey is niet getrouwd en heeft geen kinderen. Hij spreekt vlot Engels, Nederlands, Frans, Spaans en Duits. Leander is betrokken bij verschillende liefdadigheidsinitiatieven en heeft samengewerkt met organisaties die zich inzetten voor de bescherming van de oceanen.

## Filmografie
- Rescue Under Fire (2017) - Soldado Norris
- Queens (2017) - Baron van Montigny
- Every Next Day (2017) - Greg
- So My Grandma's a Lesbian! (2019) - Stuart MacDonald
- Cheating Charlie (2019) - Mielke
- Hanna (2020) - Vandervelde
- Before We Die (2021) - Vriend
- Professor T (2021) - Jonathan Fell
- FBI: International (2021) - Kristian Hess
- La Chica de los Cigarrillos (2021) - Onbekend
- Mijn Slechtste Beste Vriendin (2021) - Guillaume Gerbauts
- The Window (2022) - Tim
- Then You Run (2022) - Lucas
- The Last Front (2024) - Peer Schultz